# Francisco de Quevedo

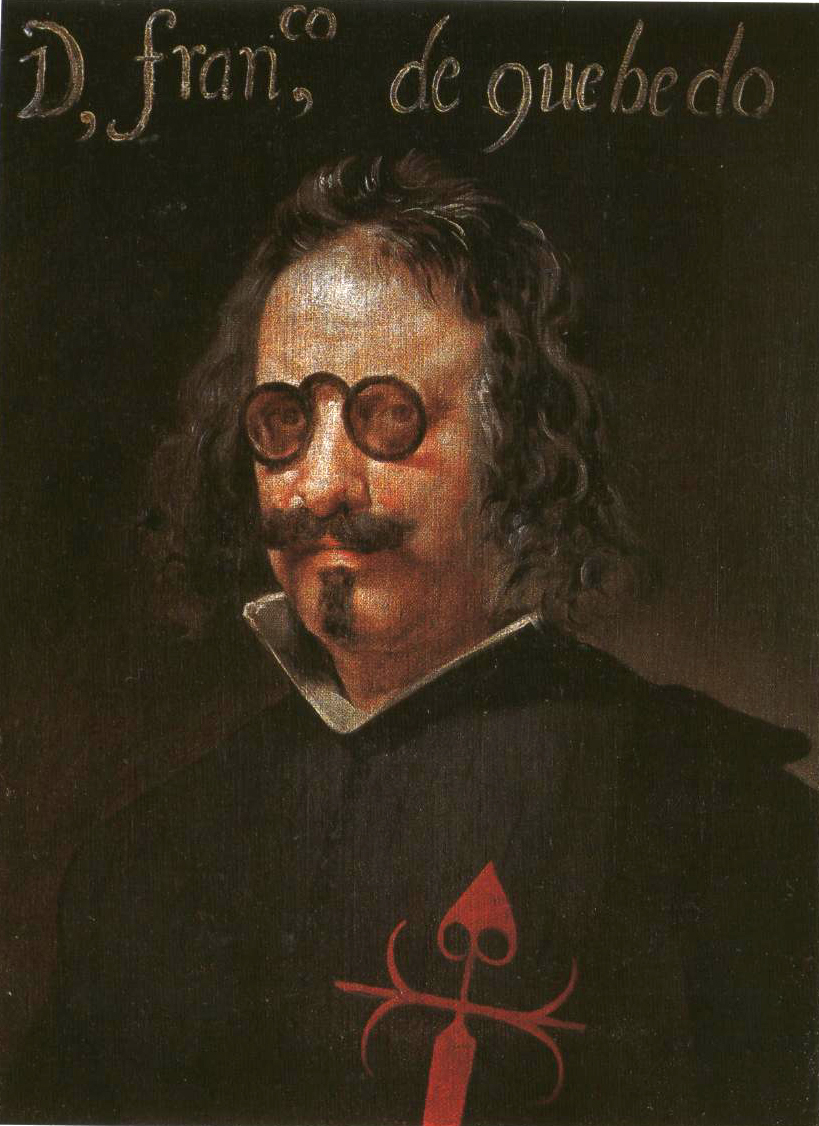
Een portret van Quevedo

Francisco Gomez de Quevedo y Villegas Santibáñez (Madrid, 14 september 1580 – Villanueva de los Infantes, 8 september 1645) was een Spaans edelman, politicus en schrijver van barokke poëzie en proza over uiteenlopende onderwerpen. Samen met zijn levenslange rivaal, Luis de Góngora, was Quevedo een van de meest vooraanstaande Spaanse dichters van zijn tijd. Zijn werk behoort tot het zogenaamde conceptismo, een stroming die in schril contrast stond met Góngora's culteranismo.

## Biografie

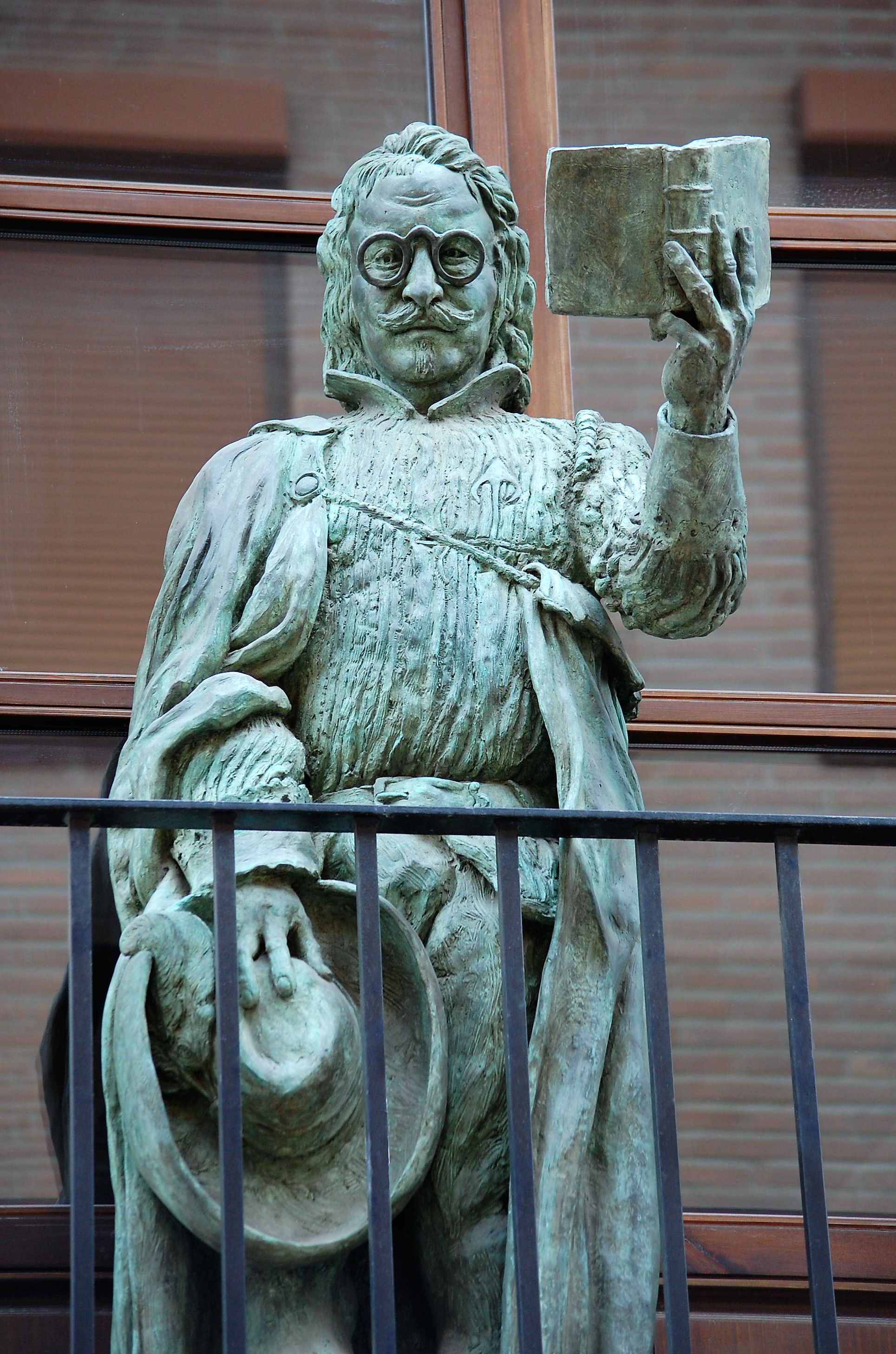
Francisco de Quevedo (Alcalá de Henares).

Quevedo werd geboren in een familie van Hidalgos, die van de Castiliaanse adel afstamde.
Quevedo's vader, Francisco Gómez de Quevedo, was secretaris van Maria van Spanje, dochter van keizer Karel V en de echtgenote van keizer Maximiliaan II van het Heilige Roomse Rijk. Zijn moeder María de Santibáñez, die geboren was in Madrid, werd hofdame van de koningin. Quevedo groeide op te midden van hoogwaardigheidsbekleders en de adel aan het koninklijk hof. Hij was intellectueel begaafd, maar had een aantal lichamelijke handicaps: zo was hij zwaarlijvig en bijziend en had hij een klompvoet. Omdat hij altijd een lorgnet droeg kreeg het meervoud van zijn naam -quevedos - de betekenis van "lorgnet" in de Spaanse taal.
Wees op de leeftijd van zes, slaagde hij erin om les te volgen aan de Imperial School die geleid werd door de jezuïeten in Madrid. Hij studeerde aan de Universiteit van Alcalá de Henares van 1596 tot 1600. Volgens zijn eigen verklaringen ondernam hij onafhankelijke studies in filosofie, klassieke talen, Arabisch, Hebreeuws, Frans en Italiaans.
Quevedo, die lid was van het Hof, verhuisde in 1601 naar Valladolid, waar de minister van de koning, de hertog van Lerma, het Hof naartoe liet verplaatsen. Daar studeerde Quevedo theologie, een onderwerp dat hem een leven lang zou boeien en waarover hij later het traktaat zou opstellen met de titel Providencia de Dios (Gods voorzienigheid) en dat tegen het atheïsme gericht was.
In die tijd werd hij reeds opgemerkt, als dichter en als prozaschrijver. In 1605 nam Pedro Espinosa een aantal van zijn gedichten op in de bloemlezing Flores de Poetas Ilustres ("Bloemen van beroemde dichters).
Uit deze tijd dateert ook het eerste ontwerp van zijn schelmenroman Vida del Buscón, schijnbaar geschreven als een oefening in hoofse humor, en een paar satirische pamfletten die hem beroemd maakten onder zijn medestudenten en die hij later zou verloochenen als jeugdige grapjes.
Rond deze tijd begon hij een zeer erudiete briefwisseling met de Vlaamse humanist Justus Lipsius, waarin Quevedo de oorlogen betreurde die Europa teisterden. Toen het Hof naar Madrid terugkeerde in 1606, volgde Quevedo en hij bleef er tot 1611. Tegen die tijd was hij een bekend en verdienstelijk schrijver. Hij raakte bevriend en werd geprezen door Miguel de Cervantes en Lope de Vega, de toonaangevende toneelschrijvers van die tijd.

### Quevedo en zijn vijanden
Maar hij had ook vijanden gemaakt, onder andere van de toneelschrijver Juan Ruiz de Alarcón want, ondanks zijn eigen lichamelijke handicaps, vond Quevedo Alarcóns roodharige en gebochelde lichaamsbouw een bron van vermaak. Quevedo werd ook aangevallen door Juan Perez de Montalbán, de zoon van een boekhandelaar met wie hij ruzie had. Hij schreef een satire op hem in "La Perinola" ("De mallemolen"), een wreed stuk dat hij opnam in zijn boek Para Todos ('Aan iedereen"). In 1608 duelleerde Quevedo met de auteur en schermmeester Luis Pacheco de Narváez naar aanleiding van Quevedo's kritiek op een van Narváez' werken. Quevedo slaagde tijdens de eerste ontmoeting erin Pacheco's hoed af te nemen. Ze bleven hun hele leven vijanden. Quevedo parodieerde in zijn Buscón dit duel in een verhaal dat vertelt hoe een schermer zich steunend op wiskundige berekeningen wegsnelde van een duel met een ervaren soldaat.
Quevedo kon erg impulsief zijn. Op een dag was hij in de kerk van San Martín in Madrid toen daar een biddende vrouw een klap kreeg van een man. Quevedo greep de man vast en sleepte hem de kerk uit. De twee mannen trokken hun zwaarden en Quevedo doorreeg zijn tegenstander. De man, die enige tijd later stierf aan zijn verwondingen, was een invloedrijk iemand. Quevedo moest zich derhalve een tijdje terugtrekken in het paleis van zijn vriend en beschermheer Pedro Tellez-Giron, de 3de hertog van Osuna.

### Quevedo en Góngora
Het geliefde voorwerp van zijn woede en spot was echter de dichter Góngora, die hij in een reeks vernietigende satires er van beschuldigde een onwaardig priester, een homoseksueel en een gokker te zijn alsook een schrijver van onfatsoenlijke verzen, die doelbewust gebruikmaakte van obscure taal. Quevedo hekelde zijn rivaal door het schrijven van een sonnet, "Aguja de navegar cultos", die woorden uit Góngora's lexicon opsomde: "Hij die graag een culto dichter wil worden in slechts een dag, / moet het volgende jargon leren: / Fulgores, arrogar, joven, presiente / candor, construye, métrica, armonía ..."
Met de botheid van zijn jeugd, schreef Quevedo een genadeloze satire op Góngora's lichaamsbouw, in het bijzonder zijn prominente neus (het bekendste voorbeeld is het sonnet "A una nariz," ["Tot een neus"]), die in die tijd geassocieerd werd met een Joodse afstamming, met alle schaamte, mogelijke censuur, en vervolging dat een dergelijk verband met zich bracht in het Spanje van die tijd. Quevedo's "A una nariz" begint met de regels:' Érase un hombre a una nariz pegado, / érase una nariz superlativa, / érase una nariz sayón y escriba, / érase un peje espada muy barbado '.
Góngora repliceerde heftig op deze spot.

### Quevedo en de hertog van Osuna
Quevedo werd een hechte vriend van Pedro Téllez-Girón, de 3de hertog van Osuna, een van de grote staatslieden en generaals uit die tijd. Quevedo vergezelde de hertog in 1613 als secretaris op een reis naar Italië en voerde een aantal missies voor hem uit die hem naar Nice, Venetië en ten slotte terug naar Madrid brachten. Hij hield zich daar bezig met allerlei hoofse intriges om het onderkoningschap van het Koninkrijk Napels te verwerven voor Osuna, een inspanning die uiteindelijk vruchten afwierp in 1616. Daarna keerde hij terug naar Italië in de entourage van de hertog. Hier werd hij belast met het op orde stellen van de financiën van het Koninkrijk Napels en werd hij op verschillende spionage missies gestuurd naar de rivaliserende Republiek Venetië. Het wordt nu echter aangenomen hij niet persoonlijk in deze missies betrokken was. Hij kreeg in 1618 als beloning voor zijn inspanningen een ridderschap in de Orde van Santiago.

### Tijdelijke verbanning en opruststelling

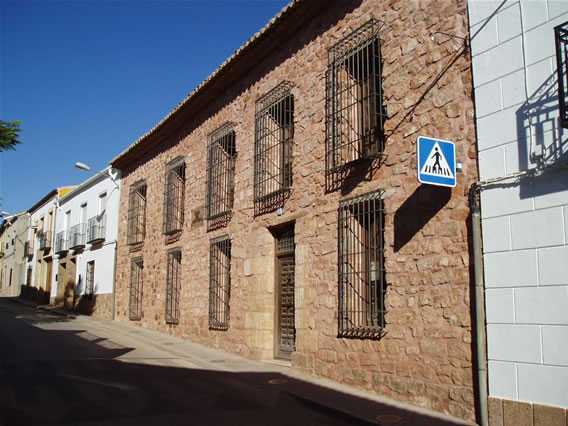
Casa Quevedo in Torre de Juan Abad.

Toen Osuna in ongenade viel in 1620 verloor Quevedo zijn patroon en beschermer en werd hij verbannen naar Torre de Juan Abad (Ciudad Real), dat zijn moeder voor hem gekocht had als leengoed. Zijn vermeende vazallen weigerden hem echter te erkennen, waardoor Quevedo gedwongen werd een eindeloze juridische strijd aan te binden met de stad Raad die niet gewonnen zou worden tot na zijn dood.
Quevedo schreef een aantal van zijn betere gedichten gedurende zijn opruststelling, zoals het sonnet "Retirado a la paz de estos desiertos ..." of "Son las lorres de Joray ...". Hij vond troost voor zijn mislukte ambities als een hoveling in het stoïcisme van Seneca, en de studie van Seneca en zijn commentaar op Seneca maakten hem tot een van de belangrijkste exponenten van het Spaanse neostoïcisme.
De troonsbestijging van Filips IV in 1621 betekende het einde van de ballingschap van Quevedo en zijn terugkeer naar het Hof en de politiek, dat nu onder de invloed stond van de nieuwe minister, de Graaf-Hertog van Olivares. Quevedo begeleidde de jonge koning op reizen naar Andalusië en Aragon en hij legde een aantal van de verschillende incidenten vast in interessante brieven.
Op dit moment besloot hij bij de Spaanse Inquisitie een klacht neer te leggen tegen zijn eigen werken die woekerende boekverkopers gepubliceerd hadden zonder zijn toestemming. Het was een zet om de boekhandelaren af te schrikken en de controle over zijn geschriften te herwinnen met het oog op een definitieve uitgave van zijn werk, hetgeen echter niet gedurende zijn leven zou plaatsvinden.
Hij werd bekend voor zijn wanordelijke levensstijl: hij was een zware roker, een frequent bezoeker van bordelen en kroegen en woonde samen met een vrouw die alleen bekendstond als "Ledesma." Góngora hekelde hem als een dronkaard in een satirisch gedicht als Don Francisco de Quebebo (een woordspeling op zijn naam dat ruwweg kan worden vertaald als "Don Francisco van Wat-ik-drink.")
Niets van dit alles maakte een einde aan zijn carrière aan het hof, wellicht omdat de koning zelf de reputatie van een wildebras had. In feite werd hij in 1632 secretaris van de koning, hetgeen de top van zijn politieke carrière betekende.
Zijn vriend Antonio Juan de la Cerda, de hertog van Medinaceli, dwong hem om tegen zijn wil te trouwen met Doña Esperanza de Aragón, een weduwe met kinderen. Het huwelijk, gesloten in 1634, hield amper drie maanden stand. Quevedo vulde deze jaren met koortsige creatieve activiteit.
In 1634 publiceerde hij La cuna y la sepultura (De wieg en het graf) en de vertaling van La Introducción a la vida devota (Inleiding op het devote leven) van Franciscus van Sales. Tussen 1633 en 1635 voltooide hij werken zoals De los remedios de cualquier fortuna (Van de remedies van alle fortuin), de Epicteto, Militante virtud, Los cuatro fantasmas (De vier spoken), het tweede deel van Política de Dios (Politiek van God), Visita y anatomía de la cabeza del Cardenal Richelieu (Bezoek en anatomie van het hoofd van de Kardinaal Richelieu) of Carta a Luis XIII (Brief aan Lodewijk XIII).
In 1635 verscheen in Valencia de belangrijkste van de vele lasters bestemd om hem in diskrediet te brengen, El tribunal de la justa venganza, erigido contra los escritos de Francisco de Quevedo, maestro de errores, doctor en desvergüenzas, licenciado en bufonerías, bachiller en suciedades, catedrático de vicios y protodiablo entre los hombres.(Het Hof van de rechtmatige wraak, opgericht tegen de geschriften van Francisco de Quevedo, de leraar van fouten, dokter in de schaamteloosheid, afgestudeerd in clownstreken, gediplomeerde in vuil, hoogleraar aan de universiteit van ondeugden en oerduivel onder de mensen').

### Arrestatie en ballingschap

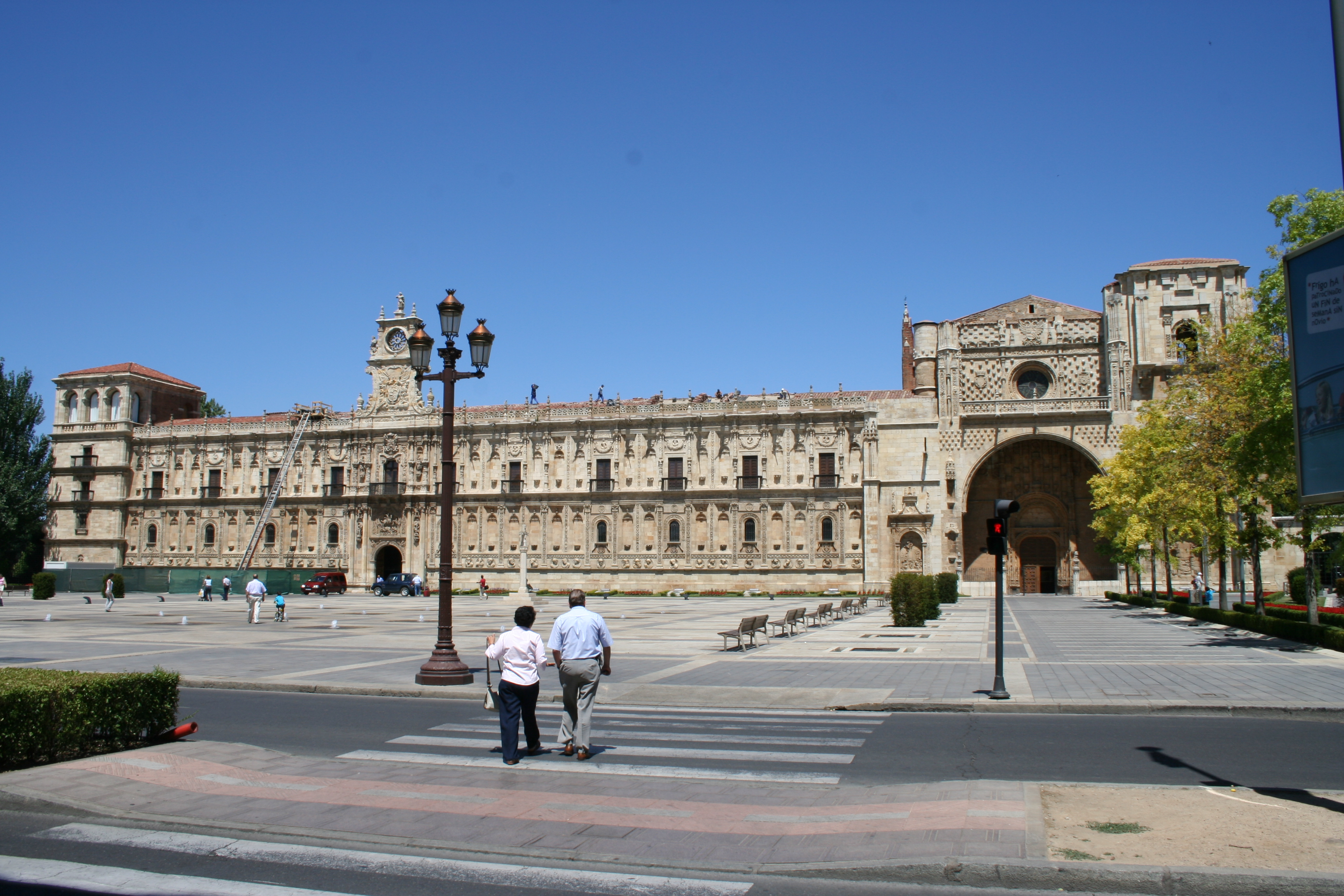
San Marcos.

In 1639 werd hij gearresteerd en zijn boeken in beslag genomen. De autoriteiten gaven Quevedo nauwelijks de tijd om zich aan te kleden en namen hem mee naar het klooster van San Marcos in León. In het klooster hield Quevedo zich bezig met lezen, zoals hij beschrijft in zijn Carta moral e instructiva ' (Morele en leerzame brief), geschreven aan zijn vriend Adán de la Parra. De brief beschrijft zijn leven in de gevangenis van uur tot uur ("Van tien tot elf besteed ik mijn tijd met gebed en devotie en van elf tot 's middags lees ik goede en slechte schrijvers want er is geen enkel boek, hoe verachtelijk ook, dat niet ook iets goeds bevat...").
Quevedo, die erg zwak en ziek was toen hij werd vrijgelaten in 1643, nam definitief ontslag van het koninklijk hof en trok zich terug in Torre de Juan Abad. Hij stierf in het Dominicaanse klooster van Villanueva de los Infantes, op 8 september 1645. Een verhaal vertelt dat zijn graf enkele dagen later geplunderd werd door een heer voor de gouden sporen waarmee Quevedo begraven was. Zijn stoffelijke resten werden meerdere malen herbegraven. Ten slotte was de plaats van zijn graf niet langer bekend. In de crypte van een kerk in Villanueva de los Infantes werden in 2007 botfragmenten ontdekt die door een team van onderzoekers van de Complutense Universiteit van Madrid, waarvan ook de forensische specialist Jose Antonio Sanchez deel uitmaakte, met grote waarschijnlijkheid toegeschreven werden aan Quevedo. Aangezien de schedel verdwenen was, vormde een onregelmatig gevormd dijbeen het voornaamste bewijs voor de identificering van dit graf.

## Stijl
Quevedo was een aanhanger van de stijl die bekendstaat als conceptismo, een naam afgeleid van het woord concepto, dat omschreven wordt als "een briljante flits van humor uitgedrukt in een kernachtige of epigrammatisch stijl." Conceptismo wordt gekenmerkt door een snel ritme, directheid, eenvoudige woordenschat, geestige metaforen en woordspelingen. In deze stijl worden meerdere betekenissen overgebracht op een zeer beknopte wijze en krijgen conceptuele ingewikkeldheden meer nadruk dan een uitgebreide woordenschat. Conceptismo kan een elegante filosofische diepgang uitdrukken evenals bijtende satire en humor, zoals in het geval van de werken van Quevedo en Baltasar Gracián.
Het eerste drieregelig vers uit Quevedo's sonnet "¡Ah de la vida!" wordt beschouwd als exemplarisch voor het hoogtepunt van conceptismo in de poëzie:
Ayer se fue, mañana no ha llegado,
Hoy se está yendo sin parar un punto;
Soy un fue, y un seré y un es cansado.

## Werken

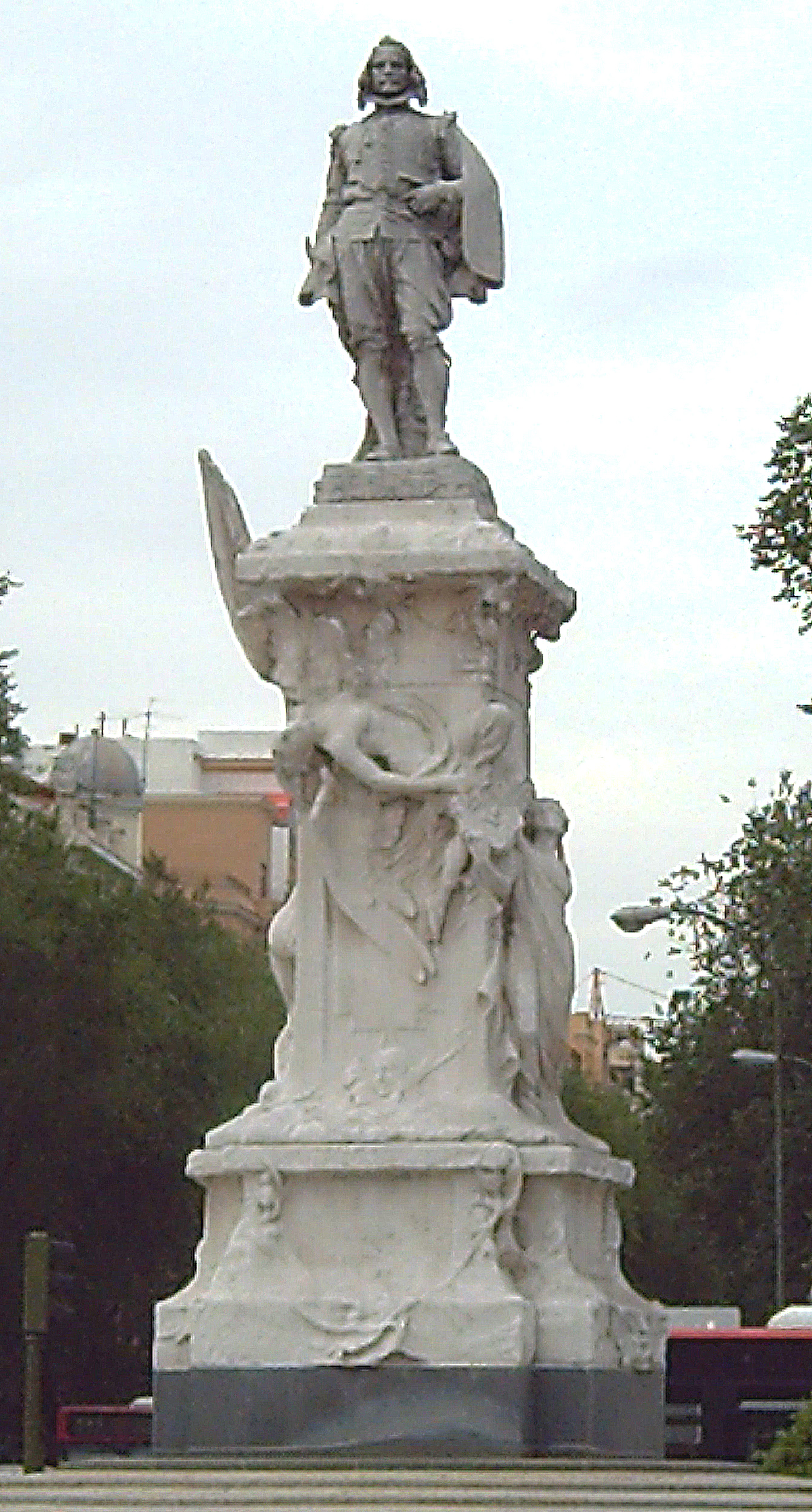
Monument Quevedo in Madrid door Agustí Querol Subirats.

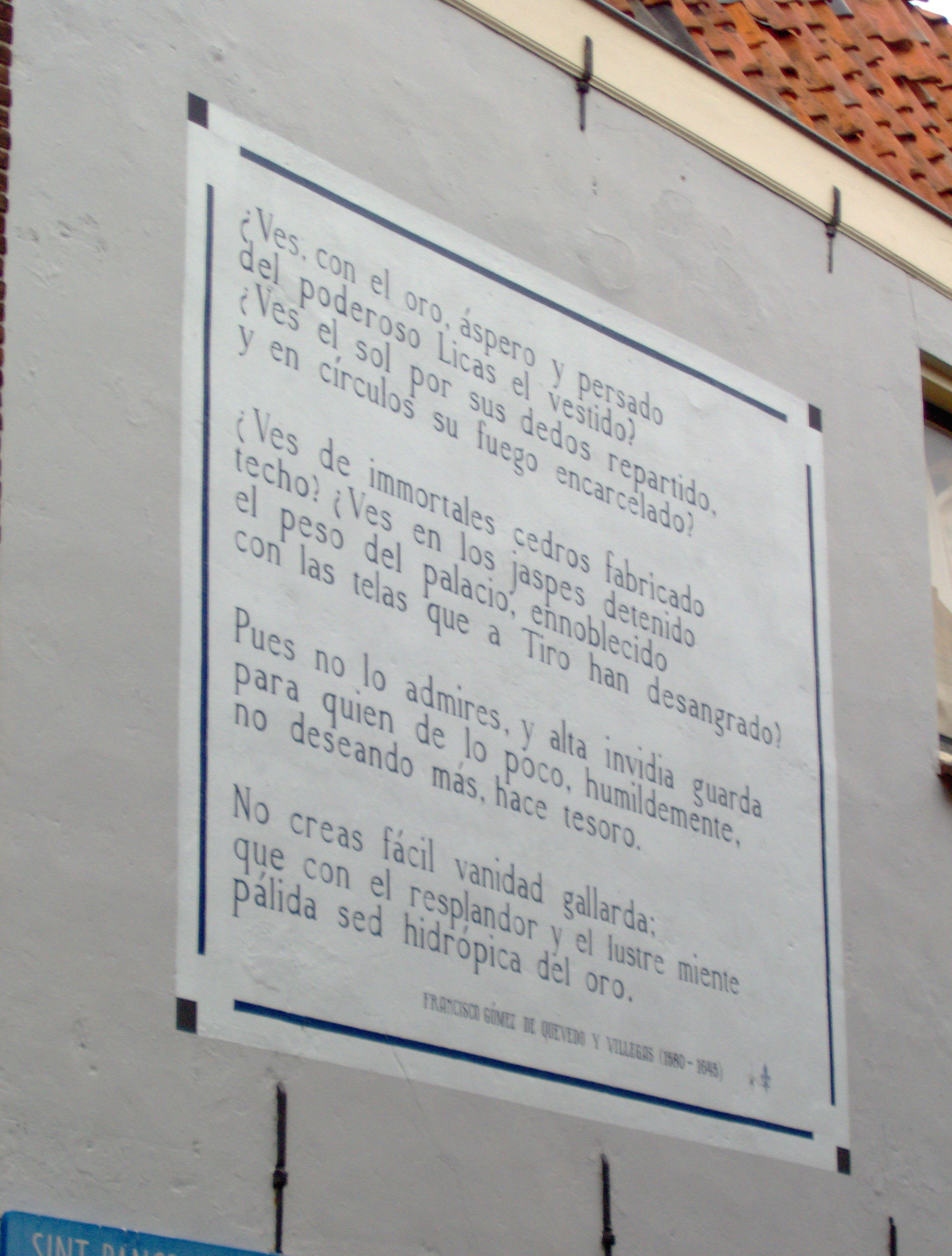
Sonnet van Quevedo, sinds 2003 op een muur in Leiden als een van de 100 muurgedichten.

### Poëzie
Quevedo schreef een groot aantal dichtwerken. Zijn poëzie, die niet in boekvorm gepubliceerd werd tijdens zijn leven, "toont de karikatuurachtige visie van de auteur op de mensheid, een visie soms vervormd door zijn scherpe, wrede en erg kritische geaardheid." Ondanks zijn satirisch werk was Quevedo vooral een serieuze dichter die roerende en positief onthaalde liefdesgedichten kon schrijven.
Zijn poëzie getuigt niet alleen van zijn literaire gaven maar ook van zijn eruditie, want Quevedo had Grieks, Latijn, Hebreeuws, Arabisch, Frans en Italiaans gestudeerd. Zijn poëtische werk varieert van satirische en mythologische onderwerpen tot liefdespoëzie en filosofische stukken.
Quevedo viel voortdurend gierigheid en hebzuchtige mensen aan. Zijn "Cartas del Caballero de la Tenaza" zijn een aanval op een notoire vrek.
Hij viel ook apothekers aan aangezien ze een reputatie hadden voor het vervalsen en slecht bereiden van medicijnen.
Zijn liefdespoëzie omvat werken zoals "Afectos varios de su corazón,
fluctuando en las ondas de los cabellos de Lisi ("Een aantal reacties van zijn hart,
dobberend op de golven van Lisi's haar"). Een geleerde heeft geschreven dat "Ook al werden vrouwen nooit erg gewaardeerd door Quevedo, die bestempeld wordt als een vrouwenhater, het is onmogelijk om ons in te beelden dat iemand anders ze meer kon aanbidden." De eerste vier regels gaan als volgt:
In een krullende storm van golvend goud
Moeten grote golven van zuiver en fel licht zwemmen
Mijn hart, gretig dorstig naar schoonheid,
Wanneer jij je overvloedige lokken los maakt.
Zijn werk maakt ook gebruik van mythologische thema's, hetgeen typisch is voor die tijd, hoewel het ook satirische elementen benut, bijvoorbeeld in zijn "Aan Apollo die Daphne achtervolgt":
Blozende zilversmid hoog in de lucht,
In wiens heldere stralen het gespuis hun vlooien kiezen:
Daphne, die nimf, die vertrekt en niet spreekt,
Als je haar zou bezitten, betaal, en doof je vuur.
Quevedo's poëzie bevat ook werken zoals een verbeelde toewijding aan Columbus door een stuk van het schip waarmee de navigator de Nieuwe Wereld ontdekte:
Ik had eens een imperium, zwerver,
Op de golven van de zilte zee;
Ik werd bewogen door de wind en gerespecteerd,
Naar zuiderse landen heb ik een opening geschapen.

### Roman
De enige roman van Quevedo is de schelmenroman El Buscón (volledige titel: Historia de la vida del Buscón, llamado Don Pablos, ejemplo de vagamundos y espejo de tacaños (Nederlandse vertalingen uit 1642 onder de titels Vermaeckelyke historie van den kluchtighen Buscon en De holbollige Buskon; moderne vertaling De Zwendelaar, Boekwerk, Groningen, 1990)). Het is een werk verdeeld in drie boeken.

### Theologische werken
Quevedo schreef ongeveer 15 boeken over theologische en ascetische onderwerpen. Deze omvatten La Cuna y la sepultura (1612; De wieg en het graf) en La Providencia de Dios (1641; De voorzienigheid van God).

### Literaire kritiek
Zijn werken op het domein van literaire kritiek omvatten La culta latiniparla (De rage voor het spreken van Latijn) en Aguja de navegar cultos (Kompas voor het navigeren tussen Euphuistic riffen). Beide werken waren bedoeld om het culteranismo aan te vallen.

### Satire
Quevedo's satirische werken omvatten Sueños y discursos, ook wel bekend als Los Sueños (1627; Dromen en verhandelingen). Quevedo gebruikte veel woordspelingen in dit werk, dat bestaat uit vijf "droomvisioenen." Het eerste is "De Droom van het Laatste Oordeel", waarin Quevedo getuige is van de Dag des Oordeels en dat eindigt met een glimp van de hel zelf. De tweede droom is "De bezeten politieman", waarin een politieman wordt bezeten door een boze geest en die ermee eindigt dat de boze geest zelf smeekt om uitgedreven te worden, aangezien de politieman de slechtste is van de twee. De derde droom is "Het visioen van de hel". De vierde droom is "De Wereld van binnenuit". De laatste droom is "De droom van de dood", waarin Quevedo voorbeelden geeft van de oneerlijke praktijken van de mens.
Hij schreef ook het satirische La hora de todos y la fortuna con seso (ook uitgegeven in Antwerpen in 1699) dat vele politieke, sociale en religieuze verwijzingen bevat. Hij toont zijn bekwaamheid in het gebruik van taal, woordspelingen en verzonnen en echte karakters.

### Politieke werken
Zijn politieke werken omvatten La política de Dios, y Gobierno de Cristo (1617-1626; De politiek van God en de regering van Christus) en La vida de Marco Bruto (1632-1644, Het leven van Marcus Brutus).

## Volkscultuur
Francisco de Quevedo is een van de hoofdpersonages van de Captain Alatriste boeken geschreven door Arturo Perez-Reverte. In de film Alatriste, werd hij gespeeld door Juan Echanove. Hij is ook een van de hoofdpersonages in het alternatieve geschiedenis boek 1635: The Cannon Law van Eric Flint en Andrew Dennis.

## In Nederlandse vertaling
- Dromen, vert. Barber van de Pol, Utrecht, Ambo, 1992
- Gedichten van Quevedo, vert. Dolf Verspoor, 1992
- Okeren sonnetten van Quevedo, 1580-1645, vert. Dolf Verspoor, Amsterdam, Polak en Van Gennep, 1964
- Psalmos – De psalmen van Quevedo, vert. Gerard Diels, Amsterdam, Meulenhoff, 1946